# 2MASS J02081833+2542533
2MASS J02081833+2542533 ist ein Brauner Zwerg im Sternbild Widder. Er wurde 2000 von J. Davy Kirkpatrick et al. entdeckt. Er gehört der Spektralklasse L1 an.